# Miniatyrbild

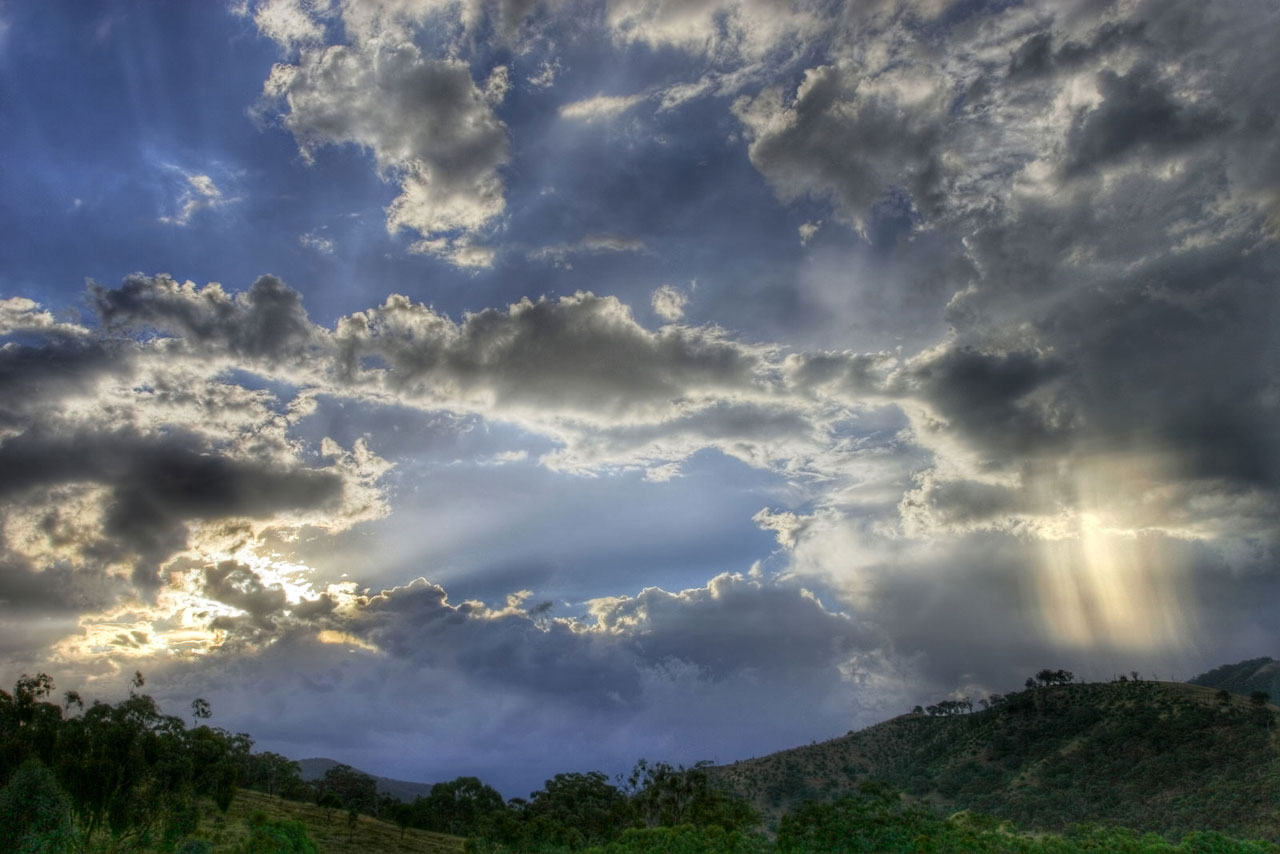
En optimerad miniatyrbild av den större bilden :Image:Sunset hdr.jpg.

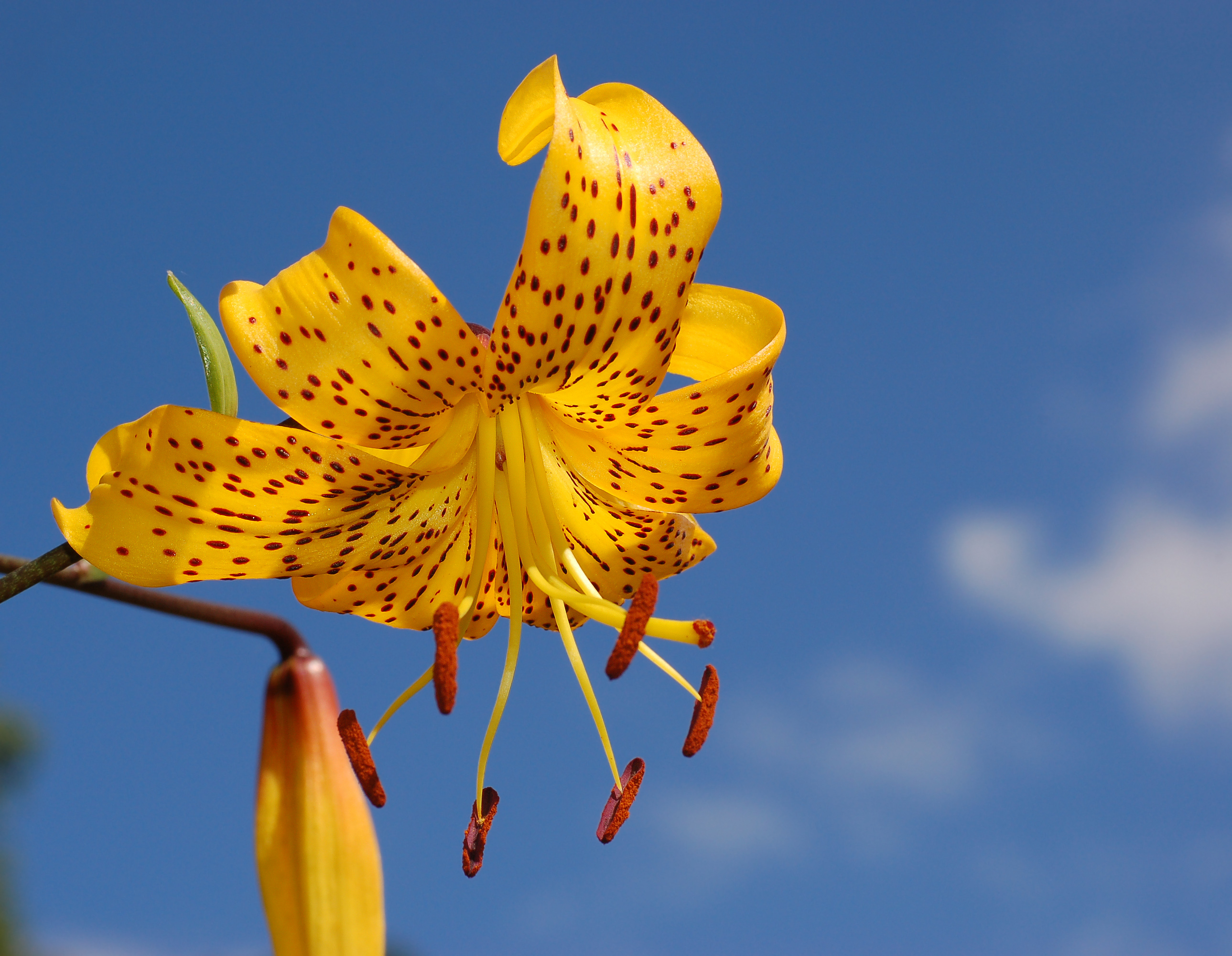
Ännu en optimerad miniatyrbild, föreställande en lilja.

En Miniatyrbild eller en Thumbnail (tumnagel) är inom datorer bilder med reducerad storlek som används för att förhandsgranska en större bild. Miniatyrbilder kommer i två format, optimerade och ihoptryckta. En optimerad bild sparas separat och tas sen fram vid behov för att förhandsgranska bilden ifråga. Denna teknik används bland annat på Wikipedia, men även i operativsystem såsom Windows XP med flera. En ihoptryckt miniatyrbild är däremot en direkt version av originalet och ger därför alltså ingen fördel i laddningstid, men bilden behöver då inte heller laddas när personen väl vill se den i full storlek.
Vissa webbdesigners gör miniatyrbilder genom att reducera dimensionerna av en stor bild med hjälp av HTML-kodning istället för att använda en mindre kopia av bilden. Skapar man en dynamisk webbsida med hjälp av till exempel PHP så finns funktionen för att förminska bilder och spara separat. Denna sortens optimerade miniatyrbilder används bland annat av programvara som MediaWiki, men funktionen för att förminska bilder kan användas på många andra sätt. Sidor som Facebook och Dayviews använder till exempel olika tekniker för att förminska bilderna som användarna laddar upp.